# Lunch atop a Skyscraper
Lunch atop a Skyscrape (català: Dinar dalt d'un gratacel) és una fotografia icònica presa l'any 1932 durant la construcció de l'edifici RCA Building, l'actual 30 Rockefeller Plaza de Manhattan, Nova York.

## Descripció
La fotografia mostra 11 homes dinant, asseguts en una biga amb els peus penjant 260 metres per sobre dels carrers de la ciutat de Nova York. La fotografia va ser presa el 20 de setembre de 1932 a la planta 69 de l'edifici RCA, durant els últims mesos de la seva construcció. Segons els especialistes, la fotografia estava preparada prèviament; tot i que mostra autèntics treballadors del ferro, es creu que el moment el va organitzar el Rockefeller Center per promocionar el seu nou gratacels. Altres fotografies fetes el mateix dia mostren alguns dels treballadors llançant-se una pilota de futbol o fent veure que dormen penjats sobre la biga. La foto va aparèixer al suplement fotogràfic del diumenge del New York Herald Tribune el 2 d'octubre de 1932.

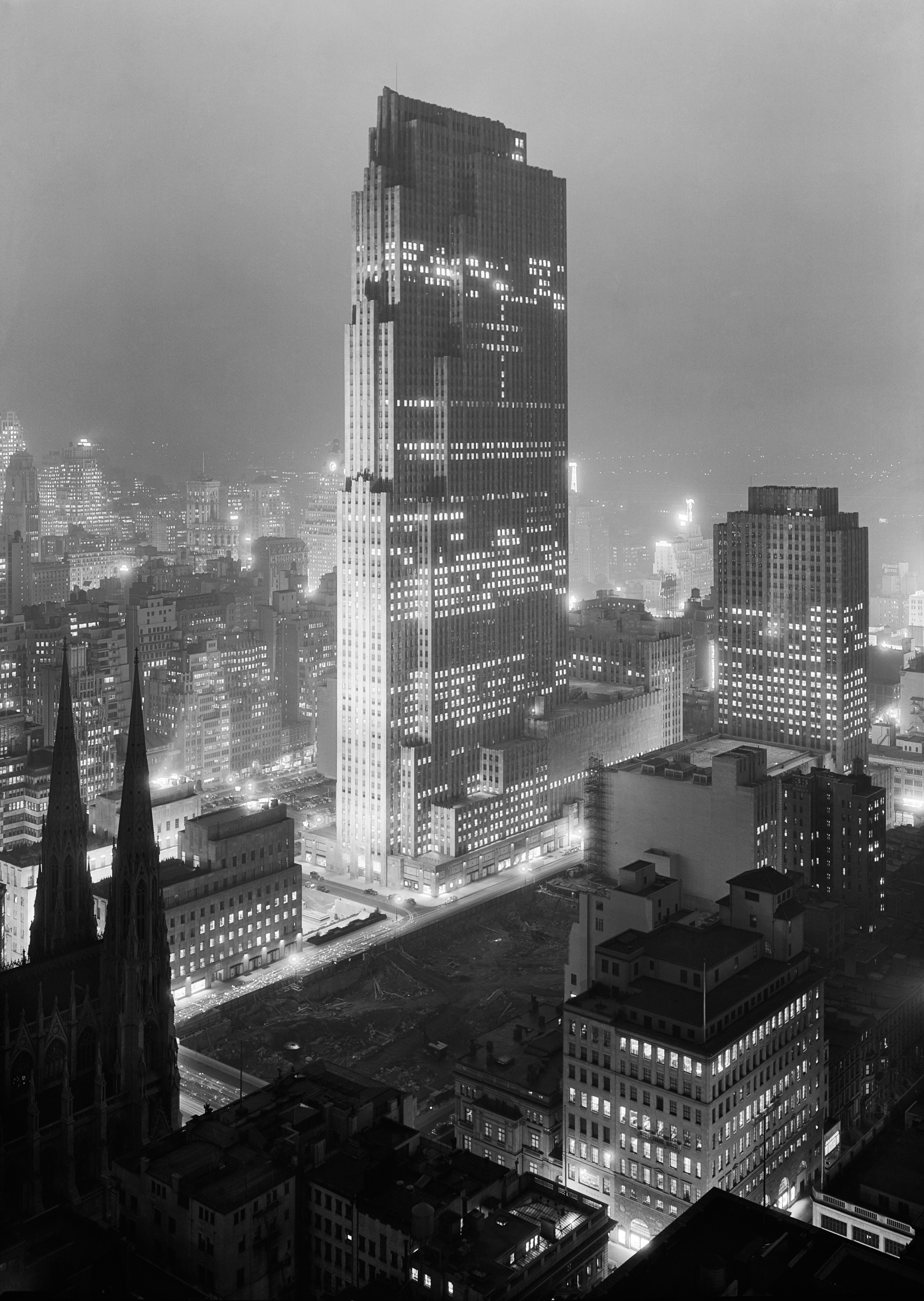
El Rockefeller Center en una imatge del desembre de 1933,

### Fons de la imatge
El fons de la imatge mira cap al nord i s'hi pot apreciar una part de l'illa de Manhattan amb Central Park. A la part inferior de la imatge, per sota els peus dels obrers, s'hi poden veure alguns edificis que es conserven en peu avui en dia. A sota del quart home per la dreta s'alça el gratacels de l'hotel Warwick New York, i a l'altre costat de la Sisena Avinguda hi ha el Teatre Ziegfeld, que va ser enderrocat l'any 1966. Darrere s'hi veu la cúpula del centre de la ciutat de Nova York, davant del que ara és l'hotel Blakely New York.
També es conserven avui en dia els edificis que hi ha a l'esquerra. Darrere del sisè home per l'esquerra hi ha les lletres de l'Essex House, que es va obrir el 1931.

## Autor
Anteriorment sovint s'atribuïa erròniament l'autoria de la fotografia a Lewis Hine, tot i que generalment se la considerava d'autor desconegut. Tot i així l'any 2003 es van publicar certes proves que confirmarien que Charles C. Ebbets n'hauria estat el veritable autor. Aquestes proves, conservades als arxius de la finca d'Ebbets, inclouen ordres de treball originals que mostren factures emeses al Rockefeller Center pel període que envolta la foto, cartes de recomanació pel seu treball al Rockefeller Center quan es va fer la fotografia, una còpia de l'article original del NY Herald Tribune quan la foto va aparèixer per primera vegada l'any 1932 desada al seu propi bloc de notes de treball, fotos de la seva oficina a Nova York preses l'any 1932 que mostren la imatge en un tauler d'anuncis de la seva obra, i un negatiu d'ell treballant al lloc aquell mateix dia.
HI hauria dos candidats més per a la seva autoriaː són els fotògrafs William Leftwich i Thomas Kelley, els quals apareixen en imatges del Rockefeller Center en aquells moments, tot i que mai no se n'ha pogut aportar cap altra prova. Per altra banda també s'ha pogut documentar que Ebbets havia estat un contractista independent que treballava en aquell moment amb l'agència de publicitat Hamilton Wright Jr., la qual va ser contractada pel Rockefeller Center el 1932 per a fer tasques de relacions públiques per al projecte.

## Protagonistes de la imatge
S'han formulat diverses hip̟otesis sobre les identitats dels homes que apareixen a la imatge. Per exemple, al tercer home per l'esquerra li han atribuït tres identitats diferentsː Austin Lawton de King's Cove (Terranova) i Sheldon London i Ralph Rawding, els dos de Nova York.

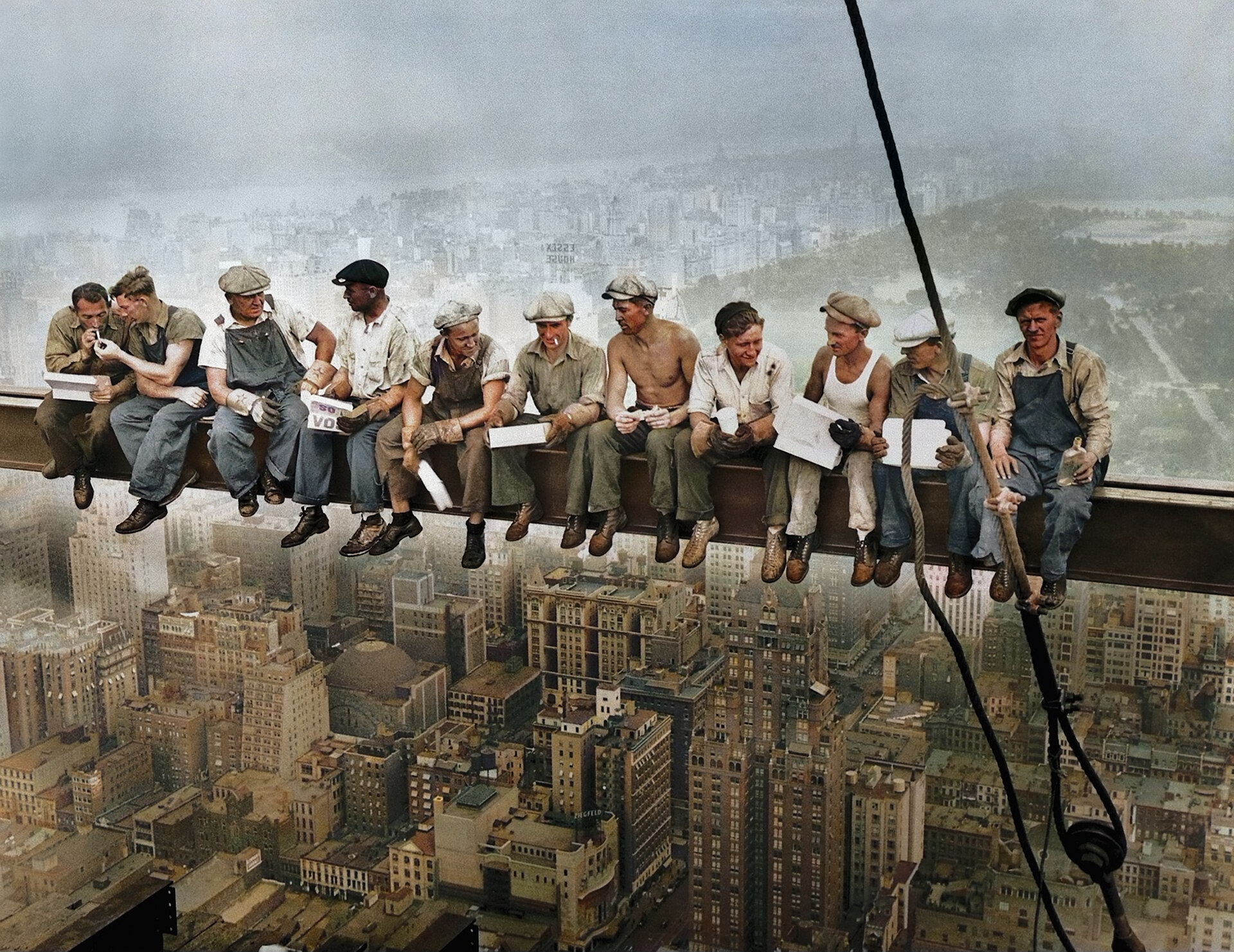
Imatge colorejada.

La pel·lícula Men at Lunch (2012) rastreja la identitat d'algun d'ells. La pel·lícula va poder confirmar la identitat de dos homes: Joseph Eckner, tercer per l'esquerra, i Joe Curtis, tercer per la dreta, mitjançant referències creuades amb altres imatges preses el mateix dia, on hi apareixen anomenats. El 2013 el seu director va informar que tenia previst seguir altres pistes que confirmarien l'origen suec de dos treballadors més; seria el cas de Albin Svensson i de John Johanssons, cinquè i sisè per l'esquerra respectivament, originaris de la regió d'Halland. En aquest cas la identitat de Johanssons ha estat discutida per la de Peter Rice, un indi mohawk originari de Kahnawake, Canadà.
El primer home de la dreta ha estat identificat com el treballador eslovac Gustáv (Gusti) Popovič del poble de Vyšný Slavkov del districte de Levoča. Popovič era llenyataire i fuster. L'any 1932 va enviar a la seva dona Mária (Mariška) una postal amb aquesta fotografia on escrivia: "No t'amoïnis, estimada Mariška, com pots veure encara estic amb l'ampolla. El teu Gusti". La tomba conjunta de Gustáv i Mária al cementiri de Vyšný Slavkov està decorada amb la imatge. Tanmateix també li han atribuït la identitat de Sonny Glynn, originari d'Irlanda.
També es coneix la identitat de dos homes més que apareixen a la fotografia. El primer per l'esquerra ha estat identificat com a Matty O’Shaughnessy, d'origen irlandès, i el segon per l'esquerra, el que li ofereix foc a O'Shaughnessy, era el treballador basc Natxo Ibarguen Moneta, natural de Balmaseda, Biscaia. Ibarguen residia a Nova York des del 1925.
Sembla que el quart home per l'esquerra era Claude Stagg de Catalina, Terranova, i els irlandesos Francis Michael Rafferty i Stretch Donahue, han estat proposats com els homes que apareixen en vuitè i novè lloc per l'esquerra. El desè per l'esquerra seria Thomas Norton, de Naughton.
En una altra imatge presa el mateix dia hi apareixen quatre dels homes reposant sobre la mateixa biga d'acer.